# عقل هاشم
عقل هاشم (1952 - 30 يناير 2000) هو عقيد في جيش لبنان الجنوبي وخدم تحت قيادة العقيد سعد حداد ثم الفريق أنطوان لحد. وقد قُتل في عبوة ناسفه زرعها أبطال المقاومة الاسلامية في جنوب لبنان في مزرعته في يناير 2000. وقد تم تفسير عملية مقتله على نطاق واسع على أنها بداية النهاية لجيش لبنان الجنوبي المدعوم من إسرائيل.

## سيرته
عقل هاشم هو مسيحي ماروني ولد عام 1952 في قرية دبل الصغيرة في جنوب لبنان، بالقرب من الحدود الإسرائيلية. قرر هاشم مبكرًا العمل العسكري، وبحلول الوقت الذي اندلعت فيه الحرب الأهلية اللبنانية في عام 1975، كان قد وصل إلى رتبة رقيب في الجيش اللبناني.
عندما انهار هيكل القوات المسلحة اللبنانية في كانون الثاني/يناير 1976، انضم إلى فصيل جيش لبنان الحر بقيادة الرائد سعد حداد في مرجعيون (المعروف فيما بعد بإسم الجيش اللبناني الحر)، والذي كان يُنظر إليه على نطاق واسع على أنه قوة وكيلة لإسرائيل. بعد وفاة سعد في عام 1984، أعيد تنظيم ميليشيا جيش لبنان الحر تحت اسم جيش لبنان الجنوبي بقيادة الفريق المتقاعد أنطوان لحد. وبعد ذلك بعامين تمت ترقية عقل إلى رتبة عقيد وتولى قيادة القطاع الغربي من المنطقة الأمنية. وكان عقل أيضًا رئيسًا لجهاز الأمن التابع لجيش لبنان الجنوبي، حيث كان يتحدث العبرية بطلاقة وكانت تربطه علاقات ممتازة مع الإسرائيليين.
وحكم على عقل غيابيًا بالإعدام بتهمة الخيانة من قبل محكمة عسكرية لبنانية. وكان يُنظر إليه على نطاق واسع على أنه خائن في لبنان بسبب تعاونه مع إسرائيل. وكان هذا صحيحاً بشكل خاص بين الأغلبية الشيعية المسلمة في جنوب لبنان. وتزايدت المقاومة للاحتلال الإسرائيلي، حيث كان جيش لبنان الجنوبي يعتبر شريكاً. وكثيراً ما أشارت حركة المقاومة الإسلامية حزب الله إلى جيش لبنان الجنوبي على أنه "أكياس رمل" إسرائيل.
وكان عقل هاشم مسؤولاً عن العمليات اليومية لجيش لبنان الجنوبي وكان من المقرر أن يحل محل لحد كقائد كان على وشك التقاعد. لقد تجنب العديد من محاولات الاغتيال السابقة من قبل مقاتلي حزب الله وكان يعتبر بشكل عام "منبوذاً".ومع تصعيد حزب الله لهجماته على الجيش الإسرائيلي ومواقع جيش لبنان الجنوبي في جنوب لبنان طوال التسعينيات، تراجعت الروح المعنوية في جيش لبنان الجنوبي وانشق العديد من أعضائه، متنازلين عن معلومات للمقاومة.

## مقتله
وفي 30 كانون الثاني عام 2000، نجح حزب الله أخيراً في اغتيال العقيد عقل. بعد إصابته بقنبلة مسيرة في مزرعته خارج دبل. تم تصوير وبث التخطيط للعملية وتنفيذها بواسطة محطة المنار التلفزيونية التابعة لحزب الله. وأجريت مقابلات مع اثنين من مقاتلي حزب الله، هما "جواد، 25 عاما" و"هادي، 28 عاما"، وتكلما بالتفصيل عن العملية. أحد المشاركين في عملية الاغتيال كان خالد بزي، الذي أصبح فيما بعد قائدًا لحزب الله في معركة بنت جبيل خلال حرب لبنان 2006. وحمّل العميد في الجيش الإسرائيلي إفرايم سنيه سوريا مسؤولية الاغتيال.
انهار جيش لبنان الجنوبي في نيسان 2000، بعد أقل من ستة أشهر من اغتيال عقل هاشم. قام المئات من الضباط والجنود السابقين في جيش لبنان الجنوبي بالفرار مع عائلاتهم إلى إسرائيل. تم اعتقال أعضاء جيش لبنان الجنوبي الذين اختاروا البقاء في لبنان إما من قبل مقاتلي حزب الله أو مقاتلي حركة أمل أو قوى الأمن الداخلي والجيش اللبناني، وحكم عليهم بالسجن لفترات متفاوتة بسبب جرائمهم. فرت عائلة عقل إلى إسرائيل، لكن زوجته واثنين من أبنائه عادوا لاحقًا إلى لبنان في عام 2013.